# モオツァルト (小林秀雄)
『モオツァルト』は小林秀雄が44歳の時の、作曲家ヴォルフガング・アマデウス・モーツァルトについての評論。
小林40代の代表的な評論である。モーツァルト理解の最高の書ともいわれる秀逸な評論。

## 初出・執筆
1946年（昭和21年）12月、創元社の『創元』創刊号に発表された。
構想はその4年前からあったといい、大岡昇平によると昭和21年に伊豆、伊東市の古屋旅館で執筆された
。原稿の末尾には「昭和21年7月」と書かれている。

## 内容
1. ゲエテはモオツァルトの音楽を「人間どもをからかう為に、悪魔が発明した音楽」と評した。
2. ト短調シンフォニイの第4楽章について。何という沢山な悩みが、何という単純極まる形式を発見しているか。
3. 「構想は奔流の様に心のなかに姿を現します。」という「モオツァルトの手紙」を引用。何もかもその通りだったろう。
4. 「自分は音楽家だから、感情を音を使ってしか表現出来ない」という手紙を引用。彼の音楽は、優美、均斉、快活、静穏等々のごく僅かな言葉で出来ていた。
5. 美は人を沈黙させる。優れた芸術作品は、必ず言うに言われぬ或るものを表現している。これに対しては僕等は止むなく口をつぐむ。そういう沈黙を創り出すには大手腕を要する。
6. 天賦の才というものが、モオツァルトにはどんな重荷であったか。天才とは努力し得る才だ。凡才は努力を要せず成功する場合には努力はしまい。天才はむしろ努力を発明する。
7. モオツァルトの音楽が友人ランゲを捉えて離さなかった。この素人画家は絵筆をとる。画家の友情がモオツァルトの正体と信ずるものを創り出している。
8. スタンダアルは、「この天才に於いて、肉体の占める分量は、能う限り少なかった。」と評した。
9. モオツァルトの手紙に見る、唐突に見えていかにも自然な転調。モオツァルトのかなしさは疾走する。モオツァルトに心の底があったとする。そこには何かしら或る和音が鳴っていただろう。
10. モオツァルトのメロディイは一と息で終わるほど短い。或る短いメロディイが、作者の素晴しい転調によって、魔術の様に引延ばされ、聞く者の耳を酔わせる。捕らえたばかりの小鳥の、不安定な美しい命を、籠のなかでどのように生かすか、というところに、彼の全努力は集中されている様に見える。
11. モオツァルトにとって制作とは、その場その場の取引であった。目的とか企図とかいうものを、彼は知らなかった。大切なのは目的地ではない、現に歩いているその歩き方である。モオツァルトは、目的地なぞ定めない。彼は鎮魂曲の作曲中に死んだ。

## 引用されたモーツァルトの音楽
1
ドン・ジョヴァンニ  （罰せられた放蕩者またはドン・ジョヴァンニ）K.527
1787年31歳の作曲。プラハ初演。台本はロレンツォ・ダ・ポンテ。最後にドン・ジョヴァンニが地獄に落ちる場面が一番の見せ場。
2
ト短調シンフォニイ K.550
モーツァルトには短調の交響曲が2つある（どちらもト短調）。楽譜があげられているのは第40番。1788年32歳の作。初演は不明。演奏をモーツァルトが聴いたという記録はない。
6
「退屈しのぎに四重奏を書いている」
1772年16歳時に彼はミラノで6曲の弦楽四重奏（K.155-K.160）を作曲した。旅に出てすぐの手紙なので、最初の二長調 K.155と思われる。
「六つでメニュエットを作った」
1761-1762年。クラヴィアのためのメヌエット ヘ長調 K.1d, ト長調 K.1e, ハ長調 K.1f, ヘ長調 K.2, ヘ長調 K.4, ヘ長調 K.5
1772年の一群のシンフォニイ
16歳時の交響曲第15番ト長調 K.124から交響曲第21番イ長調 K.134までの7曲。イタリア旅行へ出る前の作曲。
六つの弦楽四重奏曲  K.387-K.465
第14番ト長調 K.387から第19番ハ長調 K.465まで。  1782年（26歳）-1785年（29歳）の作。これを聞いたハイドンから、「ご子息は、私が名実ともに知る限りの最高の作曲家です。」と言われたと、父レオポルト・モーツァルトが伝える。
フィガロの結婚  K.492
原作は『セビリアの理髪師』の続編として1778年にフランスでカロン・ド・ボーマルシェが作。台本化はロレンツォ・ダ・ポンテ。1786年30歳で作曲、ウィーンで初演。プラハでヒットし、作者が招かれ、新作オペラの注文を受けた。それが『ドン・ジョヴァンニ』。
9
パリに於ける自分のシンフォニイ
交響曲第31番「パリ」 K297 1778年22歳の作。パリの演奏団体コンセール・スピリチュエルから注文され、母親が亡くなる2週間前の6月18日に初演された。
ト短調クインテット、K.516
1787年31歳の作。これを完成した2週間後に父レオポルト・モーツァルトが病死した。
10
三十九番シンフォニイ K.543
変ホ長調。1788年32歳の作。
四十一番シンフォニイ K.551
ハ長調。1788年32歳の作。「ジュピター」とも呼ばれる。最後の交響曲。
ハ調クワルテット（K.465）
ハイドンにささげられた弦楽四重奏曲の6曲め。1785年29歳の作。
コジ・ファン・トゥッテ 女はみんなこうしたもの K.588
1790年34歳の作。ウィーン初演。ロレンツォ・ダ・ポンテの台本によるオペラ3作め。ダ・ポンテのオリジナル作品と見なされる。
11
アヴェ・ヴェルム まことのおからだ K.618
1791年35歳の作。妻コンスタンツェが夏にバーデンで養生したため、彼女の世話をしてくれたアントン・シュトールと彼の教会のために書いた、約3分の合唱曲。
魔笛 K.620
1791年35歳で制作したドイツ語オペラ。ウィーンで初演。台本は興行主兼パパゲノ役のシカネエダア作。パパゲノは脇役だが一番の人気役。タミノはこの劇の主役だが影が薄い。モノスタトスは奴隷頭。
鎮魂曲 K.626
1791年夏に匿名の依頼主から注文された。モーツァルトが1791年12月に死んだ時には未完成だった。妻コンスタンツェが弟子のフランツ・クサーヴァー・ジュースマイヤーに依頼し完成。

## 評価・批判

### 賞賛
吉田秀和は「それを読んだ時のショックは一生忘れられないだろう。」と賞賛した。

### 文体批判
この作品についての批判でもっとも多いのは、文体についてである。丁寧な論理展開を無視する。いきなり結論を書いて読者を驚かせる。根拠のない断定。論文というより詩である、など。
これらは小林の評論に共通する問題であり、『モオツァルト』発表以前に、すでに中野重治が批判し、以後、坂口安吾、江藤淳、高橋悠治などがくり返し指摘している。

### 歌劇軽視
10章で「わが国では、モオツァルトの歌劇の上演に接する機会がないが、（中略）上演されても眼をつぶって聞くだろう」と、歌劇軽視ととれる意見を書いた。これに対し友人の河上徹太郎は、『ドン・ジョヴァンニ』を主題としてモーツァルト論を書いた。これは小林の意見を補足するものと見なせる。

### 誤認・誤解
- 3章の「構想は奔流のように」の手紙はオットー・ヤーンが真作としたが、現在は偽作とされている[9]。
- 9章でゲオン（フランス語版）がモーツァルトの音楽について、"tristesse allante" と呼んだ記事は、K.516を論じた1787年の部ではなく、フルート四重奏曲 (K.285)を論じた1777年の部にある（『モーツァルトとの散歩』"Promenades avec Mozart, l'homme, l'œuvre, le pays"（1932年）より）。また "allante" は、動詞 "aller"（行く）の現在分詞であり、海老沢敏によれば "allante" にあたるイタリア語は "andante"（歩くような速さで）である。高橋英郎は上記の書の初訳で「流れゆく」悲しさ、改訳で「足どりの軽い」悲しさと訳した[10]。「疾走する悲しさ」は誤訳に近い意訳ではないか[11]。